# Nö Sleep at All
| Recensione | Giudizio |
| ---------- | -------- |
| AllMusic   |          |

Nö Sleep at All è il secondo album live ufficiale dei Motörhead e si può considerare il fratello del maggiormente celebre No Sleep 'til Hammersmith. Venne registrato nel Giants of Rock Festival di Hämeenlinna, Finlandia, il 2 luglio 1988.

## Tracce
1. Doctor Rock (Michael Burston, Phil Campbell, Pete Gill, Lemmy Kilmister) - 3:17
2. Traitor (Burston, Campbell, Kilmister, Phil "Philthy Animal" Taylor) - 2:40
3. Dogs (Burston, Campbell, Kilmister, Taylor) - 3:24
4. Ace of Spades (Eddie Clarke, Kilmister, Taylor) - 2:51
5. Eat the Rich (Burston, Campbell, Kilmister, Taylor) - 4:34
6. Built for Speed (Burston, Campbell, Gill, Kilmister) - 4:56
7. Deaf Forever (Burston, Campbell, Gill, Kilmister) - 4:02
8. Just 'Cos You Got the Power (Burston, Campbell, Kilmister, Taylor) - 7:28
9. Killed by Death (Burston, Campbell, Gill, Kilmister) - 5:58
10. Overkill (Clarke, Kilmister, Taylor) - 6:34

- La riedizione del cd contiene in più le seguenti tracce:

11. Stay Clean (Clarke, Kilmister, Taylor) - 2:37
12. Metropolis (Clarke, Kilmister, Taylor) - 3:18

## Formazione
- Lemmy Kilmister - basso, voce
- Phil Campbell - chitarra
- Würzel - chitarra
- Phil "Philthy Animal" Taylor - batteria